# 제1회 서울충무로국제영화제
제1회 서울충무로국제영화제는 2007년 10월 25일에 열린 시상식이다.

## 수상 및 후보

### CHIFFS 매스터즈
- 레오 더 라스트 - 존 부어만
- 리 마빈의 초상 - 존 부어만
- 서바이벌 게임 - 존 부어만
- 엑스칼리버 - 존 부어만
- 자도즈 - 존 부어만
- 헬 인 더 패시픽 - 존 부어만
- 포인트 블랭크 - 존 부어만
- 희망과 영광 - 존 부어만

### 공식초청부문
- 닥터 스트레인지러브 - 스탠리 큐브릭
- 서스페리아 - 다리오 아르젠토
- 천국의 문 - 마이클 치미노
- Trances - 아메드 엘 마노운니
- 헨리 5세 - 로렌스 올리비에
- 라임라이트 - 찰리 채플린
- 모던 타임즈 - 찰리 채플린
- 시티 라이트 - 찰리 채플린
- 위대한 독재자 - 찰리 채플린
- 찰리 채플린의 인생, 그리고 예술 - 리처드 쉬켈
- 키드 - 찰리 채플린
- 말콤 맥도웰, 린지 앤더슨을 말하다 - 마이크 E. 카플란
- 만약 - 린지 앤더슨
- 레오파드 - 루치노 비스콘티
- 루키노 비스콘티 백작의 시간들 - 애덤 로우
- 우리 둘 - 클로드 베리
- 함께 있을 수 있다면 - 클로드 베리
- 상처 - 크지슈토프 키에슬로프스키
- 카날 - 안제이 바이다
- 마스크 - 끌로드 샤브롤
- 사운드 오브 뮤직 - 로버트 와이즈
- 월터 머치 - 데이비드 이치오카 외 1명
- 죽음이라는 이름의 기수 - 카렌 샤크나자로프

### 또 하나의 영화대륙
- 4만명의 기병 - 찰스 쇼벨
- 나의 화려한 인생 - 질리언 암스트롱
- 댄싱 히어로 - 바즈 루어만
- 란타나 - 레이 로렌스
- 매드 맥스 2 - 조지 밀러
- The Long Journey - Geoffrey CONLLINGS
- 배드 보이 버비 - 롤프 드 히어
- 베트남 블루스 - 톰 제프리
- 북 오브 레버레이션 - 애나 코키노스
- 파괴자 모랜트 - 브루스 베레스포드
- 서울일기 - 솔런 하위즈
- 센티멘탈 블로크 - 레이몬드 롱포드
- 쇼걸의 행운 - 노먼 돈
- 아웃백 포스트맨 - 존 헤이어
- 열 척의 카누 - 롤프 드 히어 외 1명
- 워커바웃 - 니콜라스 로에그
- 전쟁의 유산 - 스티븐 피트
- 제다 - 찰스 쇼벨
- 죽음의 항해 - 필립 노이스
- 지미 블랙스미스 - 프레드 쉐피시
- 토끼 울타리 - 필립 노이스
- 평양 일기 - 솔런 하위즈
- 위험한 선택 - 조셀린 무어하우스

### 아시아 영화의 재발견
- 명검 - 담가명
- 살수호접몽 - 담가명
- 아버지와 아들 - 담가명
- 열화청춘 - 담가명
- 설아 - 담가명
- 최후승리 - 담가명
- 남자는 괴로워 - 이명세
- 머니 머니 머니 - 프린스 아누손 몽콜칸
- 내가 여기 있잖아 - 파라 칸
- 빅 브로드캐스트 - 토니 카야도
- 사랑의 음악교사 - 리우 지아창
- 신데렐라와 작은 천사들 - 탕 후앙
- 아쉬마 - 리우 치옹
- 들장미 - 왕천림
- Singing Love Birds - Masahiro Makino
- 청춘쌍곡선 - 한형모
- 폭풍을 부르는 남자 - 이노우에 우메츠구
- 홍콩 야상곡 - 이노우에 우메츠구

### 무성 영화의 향연
- 10월 - 세르게이 M. 에이젠슈타인 외 1명
- 아흐메드 왕자의 모험 - 로테 라이니거
- 키드 스테이크 - 탈 오델

### 한국 영화 추억전
- 고가 - 조문진
- 고교 우량아 - 김응천
- 기쁜 우리 젊은 날 - 배창호
- 나그네는 길에서도 쉬지 않는다 - 이장호
- 나비 소녀 - 송영수
- 막차로 온 손님들 - 유현목
- 사격장의 아이들 - 김수용
- 산불 - 김수용
- 순애보 - 한형모
- 엄마 없는 하늘 아래 - 이원세
- 엘레지의 여왕 - 한형모
- 연산일기 - 임권택
- 이어도 - 김기영
- 이조잔영 - 신상옥
- 태권동자 마루치 - 임정규

### 충무로 NOW
- 반도의 봄 - 이병일
- 소문난 남자 - 김종래
- 어느 여배우의 고백 - 김수용
- 헐리우드 키드의 생애 - 정지영
- 모놀로그 #1 - 김종관
- 불을 지펴라 - 이종필
- 십분간 휴식 - 이성태
- 진영이 - 이성은
- 프랑스 중위의 여자 - 백승빈

### 도쿄국립영상센터 단편 복원 모음전
- 담배 이야기 - 오후지 노부로
- A Straighforward Boy - Yasujiro Ozu
- 사무친 원한 - 이토 다이스케
- 이시카와 고에몽을 위한 추모 - 사이토 토라지로
- 일본식 싸움 친구 - 오즈 야스지로